# Związek Wojacki
Związek Wojacki – legalne polskie stowarzyszenia kombatanckie, tworzone od 12 grudnia 1918 r. przez polski obóz narodowy na Górnym Śląsku na wzór niemieckiej organizacji Kriegervereine. Organizacja powstała w Siemianowicach Śląskich w mieszkaniu działacza Towarzystwa Gimnastycznego „Sokół” Józefa Dreyzy. Przyczyną powstania ZW była likwidacja przez Niemców konspiracyjnej polskiej Straży Obywatelskiej dla Górnego Śląska. Na czele ZW stali Józef Dreyza, Adam Postrach oraz Alojzy Pronobis, którzy utworzyli fikcyjne struktury legalnej organizacji. Kandydatów do ZW rekrutowano spośród członków TG "Sokół". W założeniu ZW miał przygotować powstanie na wypadek wkroczenia na Górny Śląsk polskich wojsk gen. Józefa Hallera. Gdy nadzieje te zawiodły, organizacja w lutym 1919 r. się rozwiązała, a jej członkowie wstąpili do Polskiej Organizacji Wojskowej Górnego Śląska.